# Szymon z Łowicza
Szymon z Łowicza (ur. ok. 1512, zm. ok. 1538) – polski lekarz i botanik, żyjący za czasów Zygmunta I. Kształcił się w Akademii Krakowskiej, gdzie został doktorem medycyny. Był nadwornym lekarzem arcybiskupa gnieźnieńskiego Andrzeja Krzyckiego i kasztelana Piotra Opalińskiego.
Jeden z pierwszych w Polsce popularyzatorów wiedzy medycznej i botanicznej.
Był zarówno tłumaczem, jak i autorem oraz wydawcą dzieł o tematyce medycznej, botanicznej i farmaceutycznej. Wydał drukiem (uzupełniając o słownik łacińsko-polski ziół) De herbarum virtutibus przypisywany Emiliuszowi Macerowi. Była to pierwsza drukowana publikacja botaniczna w Polsce.
Autor m.in. zarysu propedeutyki lekarskiej dla studentów Enchiridion medicinae....

## Publikacje

### Tłumaczenia
- Hieronymus de Manfredis, Centiloquium de medicis et infirmis, Bologna, Bazalerius de Bazaleriis, 20 listopada 1489
- Aemilius Macer de herbarum virtutibus

### Inne
- Enchiridion medicinae pro tyninculus huis artis quam comediosissione per Simonenide Louicz, Kraków 1537[1].
- De praeservatione a pestilentia et ipsius cura